# Vollstreckung gegen Unschuldige
Vollstreckung gegen Unschuldige ist eine Straftat nach § 345 StGB. Dieses Gesetz soll Personen vor einer unberechtigten Vollstreckung durch Amtsträger schützen.

## Tatbestand
Tatbestand der Vollstreckung gegen Unschuldige ist das Vollstrecken einer Freiheitsstrafe, einer Maßregel der Sicherung und Besserung oder einer behördlichen Verwahrung (z. B. Ingewahrsamnahme nach den Polizeigesetzen der Länder), obwohl die Voraussetzungen für eine Vollstreckung nicht gegeben sind. Ob auch die Vollstreckung von Untersuchungshaft von dieser Vorschrift erfasst wird, ist umstritten. Zur tatsächlichen Freiheitsentziehung muss es (anders als bei der Freiheitsberaubung) noch nicht gekommen sein, vielmehr umfasst der Tatbestand jedes Handeln von der Anordnung der Vollstreckung über dessen Vollzug bis hin zur tatsächlichen Freiheitsentziehung und darüber hinaus noch die Überwachung der Dauer der Vollstreckung, soweit dieses Handeln zu einem nicht unerheblichen Nachteil für den Betroffenen geführt hat. Ob die Voraussetzungen für eine Vollstreckung gegeben sind, richtet sich einzig und allein nach formellem Recht, eine materielle Prüfung der zugrundeliegenden Entscheidung findet nicht statt.
Die Vollstreckung gegen Unschuldige ist ein sogenanntes echtes Amtsdelikt, Täter dieser Tat kann demnach nur ein Amtsträger sein, der zur Mitwirkung bei der Vollstreckung einer solchen Strafe berufen ist, der also konkret zuständig ist, ohne dass er zwingend die Vollstreckung (z. B. als Richter) leiten muss.
Die Tat kann sowohl vorsätzlich als auch fahrlässig begangen werden. Bei vorsätzlicher Begehung lautet das Strafmaß Freiheitsstrafe von einem Jahr bis zu zehn Jahren, in minder schweren Fällen von drei Monaten bis zu fünf Jahren, es handelt sich somit bei der vorsätzlichen Vollstreckung gegen Unschuldige um ein Verbrechen. Bei fahrlässiger Begehung lautet das Strafmaß Freiheitsstrafe bis zu einem Jahr oder Geldstrafe.
Absatz 3 erweitert den Anwendungsbereich des Straftatbestandes um solche Strafen, die nicht zu einer Freiheitsentziehung führen (z. B. Geldstrafen) oder die keine Strafhaft sind; ausdrücklich im Gesetz aufgeführt sind der Jugendarrest, die Vollstreckung von Bußgeldbescheiden, Ordnungsgeld und Ordnungshaft sowie Disziplinarmaßnahmen der Berufsgerichte. In dieser Variante kann die Tat allerdings nur vorsätzlich begangen werden, eine Strafbarkeit wegen Fahrlässigkeit scheidet aus. Das Strafmaß beträgt Freiheitsstrafe von drei Monaten bis zu fünf Jahren, es handelt sich somit bei dieser Variante um ein Vergehen, dessen Versuch allerdings nach Satz 3 dennoch strafbar ist.